# 列瓦济·明多拉什维利
列瓦济·明多拉什维利（1976年7月1日—），出生于格鲁吉亚卡赫蒂，是一名格鲁吉亚摔跤手。2008年他在北京奥林匹克运动会上获得自由式84公斤級冠军。

## 生平
列瓦济·明多拉什维利在第比利斯长大，从1992年他开始摔跤。他逐渐成长为一名优秀的自由式摔跤手。他身高仅1.73米，比较低矮，但是非常有力。一开始他参加69公斤级的比赛，从2002年开始参加84公斤级的比赛。目前他是职业摔跤手，也参加外国如土耳其和德国的联赛比赛。
自从他1998年脱离了少年级年龄开始他进入国际摔跤手生涯。当年他在安卡拉的大学生世界冠军赛上获得第四名。1999年他参加了明斯克的欧洲冠军赛69公斤级比赛，但是仅获得了第13名。
2000年他参加勒比海奥林匹克运动会的外围赛，在明斯克获得第13名，在莱比锡获得第11名，因此没有能够参加悉尼的比赛。2001年他在布达佩斯参加欧洲冠军赛，获得第八名。他还在同年参加了索非亚的世界冠军赛，获得第七名。
2002年明多拉什维利首次参加84公斤级比赛，并在巴库的欧洲冠军赛上获得了他的第一枚国际冠军赛奖牌，最后获得铜牌。在2006年在德黑兰举行的世界冠军赛中他获得了第六名。
2003年明多拉什维利在里加的欧洲冠军赛上首次获得冠军。同年在纽约市的世界冠军赛上输给凯尔·桑德森获得铜牌。
2004年在安卡拉举行的欧洲冠军赛上明多拉什维利获得第二名。他觉得应该没有问题参加雅典的夏季奥运会。在雅典他第一轮碰到了已经被他战败多次的一名希腊选手。但是在观众的热烈鼓舞下明多拉什维利被击败，最后他只获得了第13名。
2005年在瓦爾納的欧洲冠军赛上明多拉什维利也没有获得奖牌，而只得了第五名。他因伤被迫中断，此后参加布达佩斯的世界冠军赛时没有抱很大希望，但是却不断升级，最后居然赢得了84公斤级世界冠军。
2006年在莫斯科的欧洲冠军赛上明多拉什维利仅获得第18名，同年在中国广州的世界冠军赛上他赢得银牌。
2007年明多拉什维利只参加了在巴库举行的世界冠军赛，但是出其不意地只获得了第30名。
2008年在坦佩雷的欧洲冠军赛上明多拉什维利再次获得亚军，在北京的奥运会上他获得冠军。